# کوری، شهرستان تالادگا، آلاباما
کوری (به انگلیسی: Curry) یک منطقهٔ مسکونی در ایالات متحده آمریکا است که در شهرستان تالادیگا، آلاباما واقع شده‌است. کوری ۱۶۳٫۹۸ متر بالاتر از سطح دریا قرار دارد.